# 联合国安全理事会第1679号决议
《联合国安理会1679号决议》是2006年5月16日在联合国安全理事会第5439次会议通过的。这个决议是关于苏丹共和国局势的。会议由刚果代表主持，安理会的15个国家全部投了赞成票。
决议表示了对《达尔富尔和平协议》的赞赏，呼吁各缔约方信守承诺，并决定将非洲联盟特派团在当地的行动向联合国行动过渡。

## 相关决议
- 联合国安理会1665号决议
- 联合国安理会1663号决议
- 联合国安理会1593号决议
- 联合国安理会1591号决议
- 联合国安理会1590号决议
- 联合国安理会1574号决议
- 联合国安理会1564号决议
- 联合国安理会1556号决议